# Collection Deloynes
La collection Deloynes désigne un ensemble de pièces imprimées et manuscrites relatives à l'histoire de l'art de la fin du XVIIe siècle et du XVIIIe siècle.

## La collection
Elle comprend un grand nombre de pièces imprimées et manuscrites d'une grande rareté. Ces pièces couvrent la période 1673-1808 et constituent des sources de premières importance pour l'histoire de l'art ancien. Elles sont reliées en 65 volumes, conservés au département des Estampes et de la Photographie de la Bibliothèque nationale de France (cote Ya3-27-8 Réserve).
Ces pièces ont été collectées par Pierre-Jean Mariette, travail poursuivi par Claude-Nicolas Cochin puis par un auditeur des comptes, M. Deloynes, qui a donné son nom à la collection.
Une grande partie des pièces ont été numérisées et sont disponibles dans Gallica (Lire en ligne).

## Sources
1. ↑  Présentation sur le CCFR
2. 1 2 3  Laure Beaumont-Maillet, « Les Collectionneurs au département des Estampes », Nouvelles de l'estampe, n° 132, décembre 1993, p. 15.